# 164 (število)
164 (stó štiriinšéstdeset) je naravno število, za katerega velja 164 = 163 + 1 = 165 - 1.